# Troglodiplura lowryi
Troglodiplura lowryi es una especie de araña migalomorfa de la familia Dipluridae. Es la única especie del género monotípico Troglodiplura.  

## Distribución
Es originaria de Australia, donde se encuentra en la Llanura de Nullarbor en Australia Occidental y Australia Meridional.